# Catherine Jacob
Pour les articles homonymes, voir Jacob (homonymie).
Ne doit pas être confondu avec Irène Jacob.
Catherine Jacob est une actrice française née le 16 décembre 1956 dans le 17e arrondissement de Paris.

## Biographie
Catherine Jacob passe une partie de sa jeunesse à Compiègne, où elle est scolarisée à l'école primaire puis au lycée Pierre-d'Ailly. Son père était chirurgien dentiste et sa mère Éliane était orthodontiste. Elle a un petit frère,,,,.

### Premiers pas (1980-1987)
Après avoir quitté très rapidement des études d'architecture qu'elle ne voulait pas faire, Catherine Jacob s'installe à Paris et s'inscrit au Cours Florent, où elle étudie de 1978 à 1980.
Au début des années 1980, elle apparaît dans des productions telles que Un amour de Swann de Volker Schlöndorff (1984), Souvenirs, Souvenirs d'Ariel Zeitoun (1984), Les Nanas d'Annick Lanoë (1985), L'État de grâce de Jacques Rouffio (1986) et Maladie d'amour de Jacques Deray (1987). Elle joue également des rôles mineurs à la télévision dans des séries comme Dickie-roi (1981), L'Esprit de famille (1982), Toutes griffes dehors (1982), Julien Fontanes, magistrat (1983), Marie Pervenche (1984), Sentiments (1987) et Qui c'est ce garçon ? (1987).
En 1985, elle écrit et joue son premier seule en scène appelé Bienvenue au Club, traçant onze portraits de personnages. Le spectacle est mis en scène par Rémi Chenylle. Elle fait des festivals et le joue pendant plus d'un an jusqu'en 1986.

### Premiers succès (1988-1995)
La carrière de Catherine Jacob s'accélère en 1988, lorsqu'elle est choisie pour le rôle de Marie-Thérèse, dans La vie est un long fleuve tranquille d'Étienne Chatiliez pour lequel elle remporte le César du meilleur espoir féminin. La même année, elle fait ses débuts au théâtre dans la pièce Paris-Nord, attractions pour Noces et Banquets écrite, mise en scène et jouée par Jacques Bonnaffé. Initialement prévue pour dix représentations, elle sera jouée pendant près de trois ans, à Paris puis en tournée au vu du succès rencontré. À la télévision, on la retrouve brièvement dans Le Vent des moissons aux côtés d'Annie Girardot puis dans un épisode de Les Cinq Dernières Minutes avec Eddie Constantine.
En 1989, elle poursuit sa tournée théâtrale et en parallèle, elle apparaît au cinéma dans Les Maris, les Femmes, les Amants de Pascal Thomas où elle campe l'un des personnages principaux et à la télévision, dans les téléfilms L'Été de la révolution de Lazare Iglesis, avec Brigitte Fossey et Le vagabond de la Bastille de Michel Andrieu, dans des seconds rôles. Elle joue également dans un épisode de la série Imogène avec Dominique Lavanant, sous la direction de François Leterrier.

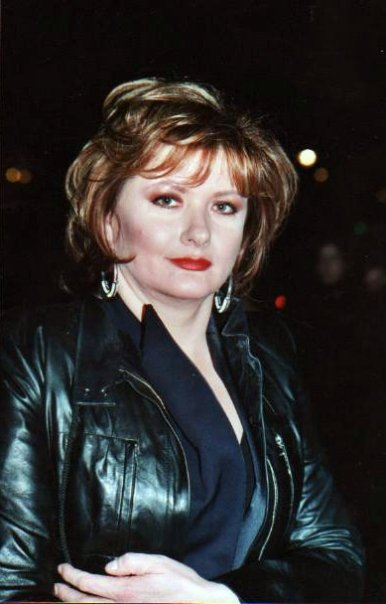
Catherine Jacob en 2002 à la des César.

Elle retrouve le metteur en scène Étienne Chatiliez en 1990 pour la comédie Tatie Danielle, aux côtés de Tsilla Chelton, pour lequel elle reçoit une nomination du César de la meilleure actrice dans un second rôle. Côté théâtre, elle termine la tournée de Paris-Nord, attractions pour Noces et Banquets et enchaîne avec une nouvelle pièce : Le Malade imaginaire dans une mise en scène d'Hans-Peter Cloos, joué au Théâtre national de Chaillot.
En 1991, elle reçoit sa troisième nomination au César pour son rôle d'Evangéline Pelleveau dans Merci la vie de Bertrand Blier. Elle refuse le rôle de Marie-Laurence Granianski dans L'Opération Corned-Beef pour tourner ce film. Merci la vie reçoit au total 7 nominations aux Césars et s'avère être un beau succès au box-office, cumulant plus d'un million d'entrées. Le casting inclut Charlotte Gainsbourg, Anouk Grinberg, Michel Blanc, Jean Carmet, Annie Girardot, Jean-Louis Trintignant et Gérard Depardieu. Elle s'entend très bien avec Depardieu sur le tournage et il propose alors à Gérard Lauzier de lui donner un rôle dans son prochain film, à ses côtés. Elle campe ainsi le personnage de Christelle dans Mon père, ce héros, un nouveau succès qui rassemble plus 1,4 million de spectateurs. Elle tourne également dans le court-métrage Contes à rebours, réalisé par Gilles Porte. En juin, elle anime un numéro de Les Nuls, l'émission avec Les Nuls.
Son année 1992 est marquée par le théâtre. Elle joue d'abord Ubu roi d'Alfred Jarry, mis en scène par Roland Topor au Théâtre national de Chaillot, puis elle retrouve le metteur en scène Hans-Peter Cloos pour une adaptation de la pièce Chambres, écrite par Philippe Minyana, au Théâtre Paris-Villette. Au cinéma, elle est au casting de La Fille de l'air de Maroun Bagdadi où elle apparaît aux côtés de Béatrice Dalle, et à la télévision dans Bella vista d'Alfredo Arias où elle tient le rôle principal. Elle joue également dans trois courts-métrages : Cocon de Martin Provost, O mon amour de Paul Minthe et Tout petit déjà de David Carayon.
En 1993, elle campe le rôle de Fleurette dans la comédie à succès La Soif de l'or de Gérard Oury, avec Christian Clavier et Tsilla Chelton. Le film rassemble plus d'1.5 million de spectateurs. Elle donne la réplique à Roger Hanin et Macha Méril dans le téléfilm L'Éternel Mari de Denys Granier-Deferre et à Dominique Pinon dans le court-métrage Stella plage, réalisé par Élizabeth Prouvost.
En 1994, elle reçoit sa 4e nomination aux Césars pour sa prestation dans la comédie Neuf mois de Patrick Braoudé. Elle est également en tête d'affiche de deux autres films : Les Braqueuses de Jean-Paul Salomé, avec Clémentine Célarié et Annie Girardot et Dieu que les femmes sont amoureuses de Magali Clément, avec Étienne Chicot et Mathieu Carrière. Elle joue aussi sous la direction de Philippe de Broca pour le téléfilm Le Jardin des plantes, avec Claude Rich. Elle fait son retour au théâtre avec la pièce Drame au concert écrite et mise en scène par Victor Lanoux.
L'année suivante, elle achève sa tournée théâtrale et retrouve le réalisateur Étienne Chatiliez pour la troisième fois, en apparaissant dans le film Le bonheur est dans le pré, aux côtés de Michel Serrault, Eddy Mitchell et Sabine Azéma. Le film est un gros succès réunissant près de 5 millions de spectateurs et reçoit 6 nominations aux Césars. Elle est joue également dans le téléfilm Les maîtresses de mon mari avec Marie-Christine Barrault.

### Une valeur sûre (1996-2003)
Depuis la fin des années 1990, Jacob joue principalement des premiers rôles à la télévision et des seconds rôles au cinéma.
En 1996, elle est Carla Milo, une égocentrique comédienne, dans Les Grands Ducs de Patrice Leconte, où elle donne la réplique à Jean-Pierre Marielle, Philippe Noiret et Jean Rochefort. Elle est à l'affiche de deux autres films : Oui d'Alexandre Jardin, avec Pierre Palmade et Claire Keim puis Pourvu que ça dure de Michel Thibaud, avec Gérard Darmon, Emmanuelle Seigner et Ticky Holgado. Elle apparaît également dans deux courts, Un bel après-midi d'été d'Artus de Penguern et Ultima hora avec François Berléand. À la télévision, elle tient le premier rôle dans le téléfilm Sur un air de mambo de Jean-Louis Bertuccelli, pour lequel elle remporte le prix de la Meilleure Actrice au Shanghai International TV Festival devenant la première comédienne française récompensée. Elle a un rôle dans un autre téléfilm, Barrage sur l'Orénoque de Juan Luis Buñuel avec Élizabeth Bourgine et Georges Corraface et débute une nouvelle pièce, mise en scène, cette fois-ci par Jérôme Savary au Théâtre national de Chaillot : Le Bourgeois gentilhomme de Molière,.
L'année suivante, elle tourne dans trois films. Elle retrouve Gérard Depardieu dans XXL d'Ariel Zeitoun. Michel Boujenah, Elsa Zylberstein, Gina Lollobrigida et Emmanuelle Riva sont aussi à l'affiche de cette comédie. Elle joue ensuite Yolande, une prostituée, dans le film Messieurs les enfants, avec Pierre Arditi, François Morel, Zinedine Soualem et Michel Aumont. Enfin, elle joue avec Jean-Claude Dreyfus dans La Ballade de Titus de Vincent de Brus. À la télévision, elle porte le téléfilm Maintenant ou jamais avec Daniel Russo et remporte le Prix d'interprétation Féminin au Rencontres internationales de télévision de Reims pour sa performance. Elle joue également dans le téléfilm La vie à trois avec Aurélien Recoing.

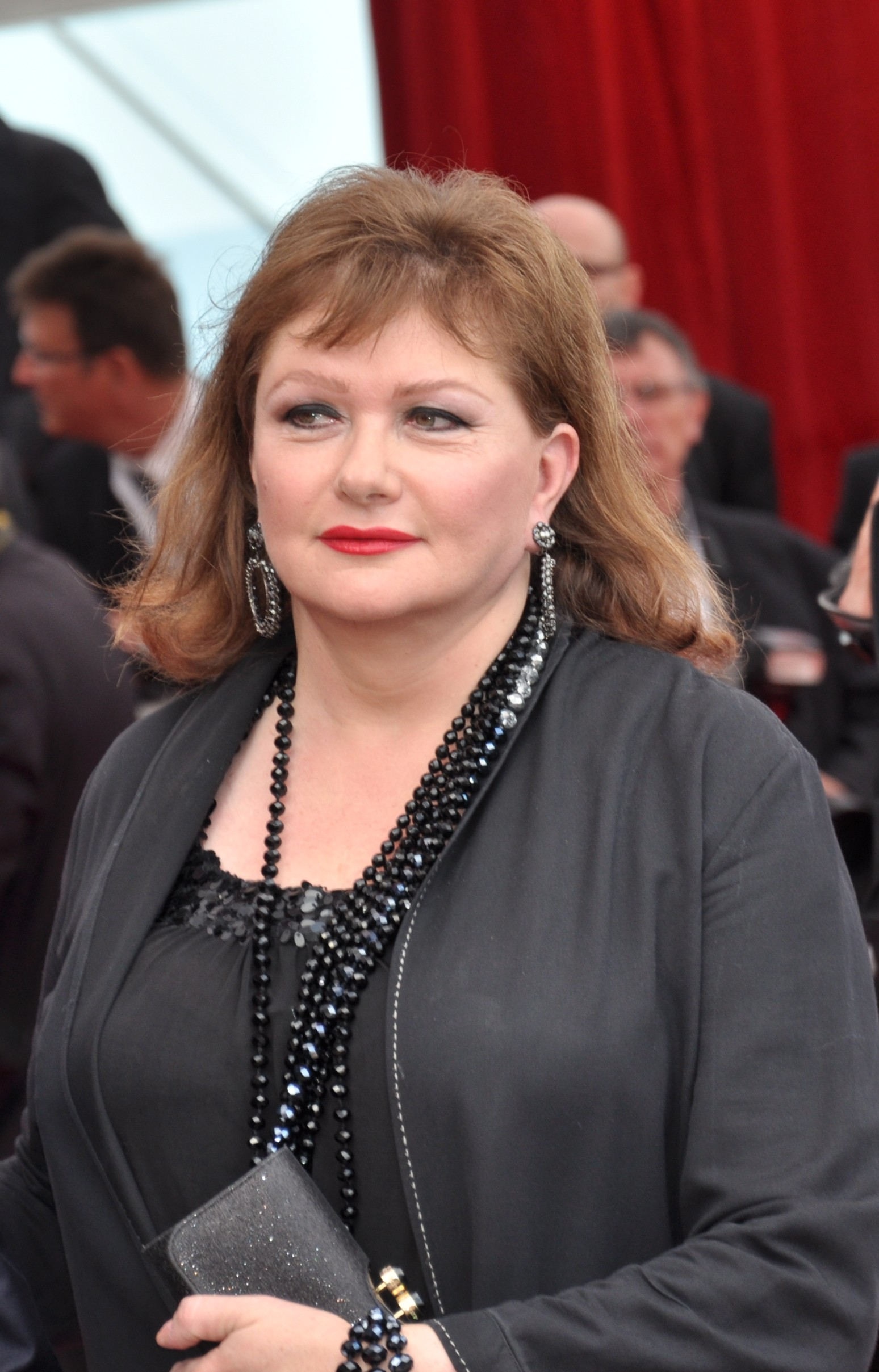
Catherine Jacob en 2010 au Festival de télévision de Monte-Carlo.

En 1998, elle devient récurrente dans les premiers rôles de téléfilms tel que Qui mange qui ? dont elle est à l'origine du scénario. Le téléfilm rencontre un tel succès que deux suites seront tournées. Elle a le premier rôle dans le téléfilm Maintenant et pour toujours à nouveau aux côtés de Daniel Russo et dans Théo et Marie, réalisé par Henri Helman, avec Véronique Jannot et Jacques Spiesser. Elle fait aussi une apparition dans un épisode de la série Chercheur d'héritiers avec Bernadette Lafont. Au cinéma, elle a un rôle dans le film Que la lumière soit ! d'Arthur Joffé, comprenant un casting très vaste, allant de Yolande Moreau à Michel Galabru ou encore Michael Lonsdale. Elle est jurée pour la seconde année du Festival international du film de comédie de l'Alpe d'Huez, cette année présidé par Philippe de Broca.
En 1999, elle est de retour au théâtre avec L'Avare de Molière, à nouveau mise en scène par Jérôme Savary. La pièce sera jouée pendant deux ans au Théâtre national de Chaillot et au Théâtre des Célestins,. À la télévision, elle joue Madeleine de Renoncourt dans le téléfilm Fleurs de sel d'Arnaud Sélignac, avec Sophie Duez et François Berléand et elle apparaît dans un épisode de la série Marc Eliot, réalisé par Josée Dayan.
En 2000, elle termine sa pièce de théâtre et est à l'affiche de deux téléfilms dans des rôles principaux : La Double Vie de Jeanne d'Henri Helman, une comédie où elle joue Jeanne, une conductrice de Taxi pour TF1, avec Micheline Presle et la comédie dramatique Les faux-fuyants, réalisée par Pierre Boutron, où elle est Diane Lessing, une femme de la haute société en fuite pendant la seconde guerre mondiale. Elle y partage l'affiche avec Arielle Dombasle, Laurent Spielvogel et Nicolas Vaude. Le téléfilm réalise un record d'audience pour une fiction proposée par France 3 avec plus de 8 millions de téléspectateurs et 37.6% de part de marché. Au cinéma, on la retrouve dans Le Cœur à l'ouvrage, en productrice de porno, aux côtés de Mathilde Seigner et Amira Casar.
En 2001, elle est la tête d'affiche du film J'ai faim !!! réalisé par son amie Florence Quentin, avec Michèle Laroque, Yvan Le Bolloc'h, Alessandra Martines ou encore Stéphane Audran. Toujours au cinéma, elle est la mère d'Audrey Tautou dans Dieu est grand, je suis toute petite de Pascale Bailly. Cette même année, elle joue dans le court-métrage La concierge est dans l'ascenseur aux côtés de Michel Vuillermoz et Catherine Benguigui. Le temps d'un épisode, elle apparaît dans la série Caméra Café pour M6.
En 2002, elle prête sa voix à Ambiguïté puis à Marianne dans une série de films d'animation adaptés de la bande dessinée Corto Maltese, diffusée sur Canal+. Elle est tient également le premier rôle dans deux fictions. D'abord la suite de Qui mange qui ? appelée Qui mange quoi ? où elle campe à nouveau le personnage de Rose Lantier, inspectrice de l'hygiène et de la répression des fraudes, puis dans La Torpille pour France 2, avec Pierre Cassignard.
Elle retourne au cinéma en 2003, sous la direction de Gilles Marchand dans le film Qui a tué Bambi ? avec Sophie Quinton et Laurent Lucas. Il a été présenté au Festival de Cannes 2003 ainsi qu'au Festival international du film de Toronto 2003. À la télévision, elle est Georgette dans le téléfilm L'Adieu pour France 2. Réalisé par François Luciani, le casting inclut Thomas Jouannet, Mélanie Doutey ou encore Gilles Lellouche. Pour Arte, elle joue la mère de Finnegan Oldfield dans l'adaptation du roman de Tony Duvert, L'Île Atlantique. Elle apparaît aussi dans le court-métrage Hansel et Gretel de Cyril Paris. Cette année-là, Jacob fait partie du jury de Fantastic'Arts 2003, présidé par William Friedkin.

### Tournant vers la télévision (2004-)
En 2004, elle joue la mère de Marilou Berry dans La Première Fois que j'ai eu 20 ans réalisé par Lorraine Lévy, adapté du livre de Susie Morgenstern. Serge Riaboukine, Pierre Arditi, Raphaël Personnaz et Michel Vuillermoz complètent le casting. Elle double le personnage de Sylvette Martin dans le court-métrage d'animation La méthode Bourchnikov, nommé pour le César du meilleur court métrage d'animation. Mais c'est principalement à la télévision qu'elle s'illustre, en reprenant notamment son personnage de Rose Lantier dans le troisième et dernier volet de Qui mange quand ?, à nouveau réalisé par Jean-Paul Lilienfeld. Elle tient également l'un des premiers rôles dans le téléfilm Joe Pollox et les Mauvais Esprits aux côtés de Pascal Légitimus et Élise Tielrooy. Elle incarne ensuite Mathilde de Morny dite « Missy » dans la mini-série Colette, une femme libre, réalisée par Nadine Trintignant, avec Marie Trintignant, Wladimir Yordanoff et Lambert Wilson. TF1 lui confie par la suite le premier rôle du pilote d'une nouvelle série : Clara et Associés. Elle y joue une ancienne capitaine de police, reconvertie en détective privé. Gérard Marx est chargé de la réalisation, Antoine Duléry et Thierry Neuvic figurent au casting. Le pilote ne débouchera finalement pas sur le développement d'une série.
L'année suivante, elle joue la femme de Johnny Hallyday dans Quartier VIP de Laurent Firode, sorti au cinéma. Pascal Légitimus, Valeria Bruni Tedeschi, François Berléand et Jean-Claude Brialy sont aussi à l'affiche. Mais c'est à nouveau à la télévision qu'elle est la plus présente. D'abord avec le téléfilm franco-canadien Louise, réalisé par Jacques Renard, où elle tient le rôle principal de Joanne Guiberry, une coiffeuse en activité à Saint-Pierre-et-Miquelon. Elle est Adélaïde dans Une vie, adaptation du roman de Guy de Maupassant réalisé par Élisabeth Rappeneau, avec Barbara Schulz, diffusé sur France 2 et elle joue l'une des victimes de Landru dans le téléfilm de TF1, Désiré Landru réalisé par Pierre Boutron, où le meurtrier est campé par Patrick Timsit. Le biopic du tueur est un énorme succès avec près de 9.5 millions de téléspectateurs et 39.4 % de part d'audience. Elle apparaît également dans un épisode de Vénus et Apollon sur Arte, réalisé par Olivier Guignard, avec Brigitte Roüan et Maria de Medeiros. Cette même année, elle est membre du jury du Festival du film d'aventures de Valenciennes, présidé par Frédéric Schoendoerffer.
En 2006, elle joue dans deux films au cinéma : la comédie belge d'Olivier Van Hoofstadt Dikkenek, devenue culte, avec Jean-Luc Couchard, Dominique Pinon, François Damiens, Jérémie Renier, Marion Cotillard, Mélanie Laurent et Florence Foresti puis Les Aristos de Charlotte de Turckheim avec Jacques Weber, où elle joue l'excentrique Duchesse Marie-Claude Saumur Chantilly. À la téléivision, on la retrouve à la tête de plusieurs téléfilms. Sur Arte, elle est Maud Kert, une mère dont l'enfant est enlevé dans L'Enfant d'une autre de Virginie Wagon avec Olivier Marchal. La fiction est primée au Festival international du film de Karlovy Vary. Elle ensuite la tête d'affiche de deux comédies, Mes parents chéris de Philomène Esposito où elle joue la fille d'Adriana Asti et Michel Aumont puis Comment lui dire de Laurent Firode avec Roland Magdane. Elle est également l'un des rôles principaux de la mini-série franco-belge diffusée sur France 2, Le Cri d'Hervé Baslé, avec Jean-Baptiste Maunier, Dominique Blanc et Francis Renaud. Elle accepte d'être La Voix du grand magasin dans le conte musical de Louis Chedid Le Soldat rose qui s'avère être un gros succès avec des centaines de milliers d'albums et de DVD vendus et deux Victoires de la musique. Elle est à nouveau jury pour un festival, celui du Festival du film de Cabourg, sous la présidence de la comédienne et réalisatrice Brigitte Roüan.

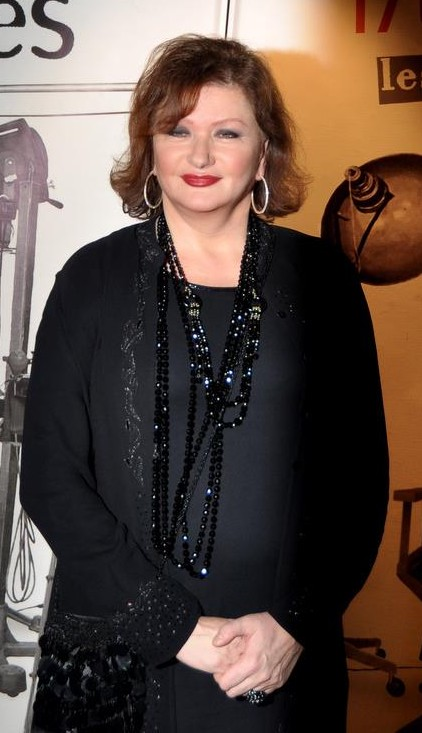
Catherine Jacob à la cérémonie des prix Lumières 2012.

En 2007, elle est de retour au théâtre après sept ans d'absence avec la pièce Jusqu'à ce que la mort nous sépare de Rémi de Vos, mise en scène par Éric Vigner au Théâtre du Rond-Point, dans laquelle elle partage la scène avec Micha Lescot et Claude Perron. À l'écran, elle n'apparaît que dans le court-métrage Kozak d'Olivier Fox, avec Fred Testot. Elle est conviée à la 32e cérémonie des César pour remettre deux trophées, à la 22e cérémonie des Victoires de la musique pour ouvrir la performance du Solat Rose et elle est présidente du Prix Ciné Roman Carte Noire aux côtés de Claude Lelouch.
En 2008, elle est de retour au cinéma sous les traits de la directrice de prison dans Les Hauts Murs de Christian Faure, adaptation du roman autobiographique d'Auguste Le Breton. Au casting, on retrouve Carole Bouquet, Michel Jonasz et Guillaume Gouix. Elle est aussi à l'affiche de la comédie 48 heures par jour, réalisé par Catherine Castel, avec Aure Atika, Antoine de Caunes, Victoria Abril et Bernadette Lafont. À la télévision, elle a le premier rôle dans une nouvelle adaptation de Guy de Maupassant par Élisabeth Rappeneau : La maison Tellier où elle joue Odile Tellier, tenancière de maison close. La fiction est diffusée sur France 2 et rencontre un gros succès avec 6.7 millions de téléspectateurs et 26.7 % de part d'audience, se payant le luxe de rassembler plus de monde que la demi-finale de la Ligue des champions entre Manchester et Barcelone sur TF1. Elle enchaîne avec une nouvelle pièce de théâtre : Célibataires de David Foenkinos, mise en scène par Anouche Setbon et jouée avec Christian Charmetant au Studio des Champs-Élysées. Elle prête sa voix au personnage de Brigitte, la professeure d'Eliot Kid dans la première saison de la série, diffusée sur TF1. En janvier, elle est présidente du jury court-métrage au Fantastic'Arts 2008.
En 2009, elle joue dans le court-métrage L'arbre à clous, réalisé par Fabrice Couchard et présenté au Festival du Film Indépendant de Bruxelles. Elle est invitée à remettre le Molière de la comédienne dans un second rôle avec Michel Vuillermoz aux Molières 2009 et le Prix Ciné Roman Carte Noire aux côtés de Patrice Leconte et Jean-Pierre Marielle.
En 2010, elle est l'une des actrices principales du road-movie Thelma, Louise et Chantal avec Jane Birkin et Caroline Cellier. Elle fait aussi partie du casting de Streamfield, les carnets noirs , inspiré de l'affaire Clearstream, aux côtés de Bernard Le Coq, Jean-Pierre Castaldi et Pierre Arditi. Elle joue Madame Donzert dans Roses à crédit d'Amos Gitaï adapté du roman d'Elsa Triolet. Le casting du film inclut Léa Seydoux, Grégoire Leprince-Ringuet, Pierre Arditi, Arielle Dombasle, Valeria Bruni Tedeschi, André Wilms, Ariane Ascaride, Florence Thomassin et Elsa Zylberstein. Il existe deux versions du film, une pour la télévision et une pour le cinéma, plus longue d'un quart d'heure. Cette dernière devait sortir en salles le 15 décembre 2010, cinq mois avant la diffusion télévisée sur France 2. Mais deux semaines avant la sortie, le Centre national du cinéma et de l'image animée a refusé son agrément au long métrage, estimant qu'il n'y avait pas assez de différences entre les deux versions. Ce refus d'agrément a empêché la sortie en salle car cela le prive de subventions lors de cette sortie. À la télévision, elle joue dans le téléfilm de M6 Demain je me marie avec Delphine Chanéac, Sagamore Stévenin et Marie-Christine Adam, visionné par 3.6 millions de téléspectateurs, puis dans le thriller Notre Dame des barjots pour France 2, face à Zabou Breitman et Pierre Cassignard, suivi par 3.7 millions de téléspectateurs[réf. nécessaire]. Elle est membre du jury du Festival international du film policier de Beaune présidé par Olivier Marchal.
En 2011, elle joue pour la première fois dans un film d'horreur (Livide), réalisé par Julien Maury & Alexandre Bustillo. Elle est l'infirmière Catherine Wilson, gardienne du secret d'une vieille femme mourante. Chloé Coulloud, Félix Moati, Jérémy Kapone, Béatrice Dalle et Marie-Claude Pietragalla sont aussi au casting. Le film est diffusé dans de nombreux festivals de genre à travers le monde. Sur le petit écran, elle joue dans trois téléfilms : Gérald K. Gérald d'Élisabeth Rappeneau sur France 2 avec François Morel et Raphaël Mezrahi, Le Client d'Arnauld Mercadier sur TF1 avec Gérard Darmon et Éric Berger, regardé par 5.4 millions de téléspectateurs et elle participe aussi au téléfilm à sketchs Le Grand Restaurant II aux côtés de Line Renaud. Elle est présidente du jury de deux festivals : le Festival international du film de Saint-Jean-de-Luz et le Festival du Film français de Cosne-Cours-sur-Loire. Elle accepte d'être la marraine d'Arthur Dupont lors de la 36e cérémonie des César où il est nommé dans la catégorie meilleur espoir masculin. Aux côtés de Claudia Cardinale et Anna Mouglalis, elle présente le 50e Gala de l'Union des Artistes diffusé sur France 2.
En 2012, elle est choisie en début d'année pour être la présidente de la 17e cérémonie des Lumières. À la télévision, elle est Zoé dans le téléfilm de France 2 La Baie d'Alger de Merzak Allouache, d'après l'œuvre autobiographique de Louis Gardel. Solal Forte, Biyouna, Jean Benguigui et Michèle Moretti complètent le casting. Elle joue un second rôle dans le téléfilm de TF1 À dix minutes des naturistes, réalisé par Stéphane Clavier, avec Lionel Abelanski, Christine Citti et Macha Méril. La fiction est regardée par 6,7 millions de téléspectateurs, soit 25,6 % de parts de marché. Elle apparaît aussi sur M6 dans trois épisodes de la série Victoire Bonnot avec Valérie Damidot, dans la peau de Christine Constantin, l'inspectrice académique. Cette même année, elle est présidente du jury au Dinard Comedy Festival.
En 2013, elle retourne au théâtre après cinq ans avec le classique de Jean Anouilh, Le Voyageur sans bagage mis en scène par Alain Fromager et Gwendoline Hamon. Dans le rôle de la duchesse Dupont-Dufort, elle joue aux côtés de Frédéric Diefenthal et Geneviève Casile au Centre national de création d'Orléans puis en tournée. Elle est également très présente à la télévision. D'abord dans le téléfilm d'Élisabeth Rappeneau Je vous présente ma femme sur France 3, avec Fabio Zenoni, Aylin Prandi et Michel Robin qui rassemble 4.6 millions de téléspectateurs et permet à la chaîne de signer son record de la saison pour une fiction. Toujours pour la 3, elle joue la directrice d'une maison de retraite dans Les Vieux Calibres, avec Michel Aumont, Danièle Lebrun, Jean-Luc Bideau et Roger Dumas. Elle tient des rôles récurrents dans deux séries télévisées : Vive la colo ! sur TF1, avec Virginie Hocq, Titoff et Julien Boisselier puis La Famille Katz sur France 2, avec Julie Depardieu, Serge Hazanavicius, Jacques Boudet et Claire Maurier. Elle fait aussi une publicité pour le Crédit lyonnais.
En 2014, elle joue un second rôle dans la comédie romantique L'Ex de ma vie de Dorothée Sebbagh, portée par Géraldine Nakache, Kim Rossi Stuart et Pascal Demolon. Elle apparaît aussi au cinéma dans Lili Rose, avec Salomé Stévenin, Bruno Clairefond et Mehdi Dehbi. À la télévision, on la retrouve sur Arte dans Tout est permis d'Émilie Deleuze, avec Marcial Di Fonzo Bo et Judith Chemla puis sur M6 dans la série Scènes de ménages où elle devient le visage de Caroline, la fille d'Huguette et Raymond (Marion Game & Gérard Hernandez). Enfin, elle donne sa voix si reconnaissable dans une publicité pour Canalsat.
En 2015, elle est Gloria, une ancienne choriste de Michel Polnareff dans le téléfilm Lettre à France de Stéphane Clavier, avec Julie Ferrier dans le rôle de sa fille. Elle joue ensuite dans Merci pour tout, Charles pour France Télévision, avec Charlotte de Turckheim, Claudia Tagbo et Sofia Essaïdi. Elle est aussi guest dans quelques épisodes de Nos chers voisins sur TF1. Mais son année est surtout marquée par son rôle dans Madame, de et mis en scène par Rémi de Vos qu'elle joue en tournée dans toute la France, en Belgique et en Suisse. Dans ce seule en scène, elle campe une fille de joie qui se confie sur ses mémoires dans un monologue tonitruant. Elle monte également sur scène avec d'autres comédiennes pour rendre hommage à Sylvie Joly, récemment décédée, dans le spectacle Elles se croient toutes Joly mis en scène par Pierre Palmade. En avril, elle prête sa voix aux déportés du Camp de Royallieu, en lisant des lettres et des écrits de Jean-Jacques Bernard, du dessinateur Semprun mais aussi de Jean-Claude Grumberg au Mémorial de l'Internement et de la déportation.
En 2017, elle fait une lecture pour Les Boloss des Belles Lettres. L'année suivante, elle interprète une mère juive dans Les Goûts et les Couleurs, où elle chante Ne me quitte pas en yiddish.

## Filmographie

### Cinéma
| Année | Titre                                        | Rôle                                   | Réalisateur                       | Notes                                                      |
| ----- | -------------------------------------------- | -------------------------------------- | --------------------------------- | ---------------------------------------------------------- |
| 1984  | Un amour de Swann                            | Une dame                               | Volker Schlöndorff                |                                                            |
| 1984  | Souvenirs, Souvenirs                         | La préposée des Postes                 | Ariel Zeitoun                     |                                                            |
| 1985  | Les Nanas                                    | Une cliente gym-center                 | Annick Lanoë                      |                                                            |
| 1986  | L'État de grâce                              |                                        | Jacques Rouffio                   |                                                            |
| 1987  | Maladie d'amour                              | Infirmière                             | Jacques Deray                     |                                                            |
| 1988  | La vie est un long fleuve tranquille         | Marie-Thérèse                          | Étienne Chatiliez                 | César du meilleur jeune espoir féminin                     |
| 1989  | Les Maris, les Femmes, les Amants            | Marie-Françoise Tocanier               | Pascal Thomas                     |                                                            |
| 1990  | Tatie Danielle                               | Catherine Billard                      | Étienne Chatiliez                 | Nommée - César de la meilleure actrice dans un second rôle |
| 1991  | Merci la vie                                 | Evangéline Pelleveau                   | Bertrand Blier                    | Nommée - César de la meilleure actrice dans un second rôle |
| 1991  | Mon père, ce héros                           | Christelle                             | Gérard Lauzier                    |                                                            |
| 1991  | Contes à rebours                             |                                        | Gilles Porte                      | Court-métrage                                              |
| 1992  | La Fille de l'air                            | Rose                                   | Maroun Bagdadi                    |                                                            |
| 1992  | Cocon                                        |                                        | Martin Provost                    | Court-métrage                                              |
| 1992  | O mon amour                                  | La femme                               | Paul Minthe                       | Court-métrage                                              |
| 1992  | Tout petit déjà                              | La vendeuse                            | David Carayon                     | Court-métrage                                              |
| 1993  | La Soif de l'or                              | Fleurette                              | Gérard Oury                       |                                                            |
| 1993  | Stella plage                                 |                                        | Élizabeth Prouvost                | Court-métrage                                              |
| 1994  | Neuf mois                                    | Dominique                              | Patrick Braoudé                   | Nommée - César de la meilleure actrice dans un second rôle |
| 1994  | Les Braqueuses                               | Cécile Lambardant                      | Jean-Paul Salomé                  |                                                            |
| 1994  | Dieu que les femmes sont amoureuses          | Anne                                   | Magali Clément                    |                                                            |
| 1995  | Le bonheur est dans le pré                   | Louise                                 | Étienne Chatiliez                 |                                                            |
| 1996  | Oui                                          | Nathalie                               | Alexandre Jardin                  |                                                            |
| 1996  | Les Grands Ducs                              | Carla Milo                             | Patrice Leconte                   |                                                            |
| 1996  | Pourvu que ça dure                           | Christine Ponty                        | Michel Thibaud                    |                                                            |
| 1996  | Un bel après-midi d'été                      | Solange                                | Artus de Penguern                 | Court-métrage                                              |
| 1996  | Ultima hora                                  | La femme                               | Laurence Meynard                  | Court-métrage                                              |
| 1997  | XXL                                          | Lorène Benguigui                       | Ariel Zeitoun                     |                                                            |
| 1997  | La Ballade de Titus                          | Louise                                 | Vincent de Brus                   |                                                            |
| 1997  | Messieurs les enfants                        | Yolande                                | Pierre Boutron                    |                                                            |
| 1998  | Que la lumiere soit                          | Dieu Suzanne                           | Arthur Joffé                      |                                                            |
| 2000  | Le Cœur à l'ouvrage                          | Françoise                              | Laurent Dussaux                   |                                                            |
| 2001  | J'ai faim !!!                                | Lily                                   | Florence Quentin                  |                                                            |
| 2001  | Dieu est grand, je suis toute petite         | Évelyne                                | Pascale Bailly                    |                                                            |
| 2001  | La concierge est dans l'ascenseur            |                                        | Olivier Coussemacq                | Court-métrage                                              |
| 2002  | Corto Maltese : Les Celtiques                | Voix                                   | Richard Danto & Liam Saury        | Moyen métrage d'animation                                  |
| 2002  | Corto Maltese : Sous le signe du Capricorne  | L'Ambiguïté                            | Richard Danto & Liam Saury        | Moyen métrage d'animation                                  |
| 2002  | Corto Maltese : La Maison dorée de Samarkand | Marianne                               | Richard Danto & Liam Saury        | Moyen métrage d'animation                                  |
| 2003  | Qui a tué Bambi ?                            | Véronique                              | Gilles Marchand                   |                                                            |
| 2003  | Hansel et Gretel                             |                                        | Cyril Paris                       | Court métrage                                              |
| 2004  | La Première Fois que j'ai eu 20 ans          | Madame Goldman                         | Lorraine Lévy                     |                                                            |
| 2004  | La méthode Bourchnikov                       | Sylvette Martin                        | Grégoire Sivan                    | Court métrage                                              |
| 2005  | Quartier VIP                                 | Louisette                              | Laurent Firode                    |                                                            |
| 2006  | Dikkenek                                     | Sylvie                                 | Olivier Van Hoofstadt             |                                                            |
| 2006  | Les Aristos                                  | Duchesse Marie-Claude Saumur Chantilly | Charlotte de Turckheim            |                                                            |
| 2007  | Kozak                                        | France                                 | Olivier Fox                       | Court-métrage                                              |
| 2008  | Les Hauts Murs                               | La directrice                          | Christian Faure                   |                                                            |
| 2008  | 48 heures par jour                           | Laura                                  | Catherine Castel                  |                                                            |
| 2009  | L'arbre à clous                              | La Gate                                | Fabrice Couchard                  | Court-métrage                                              |
| 2010  | Thelma, Louise et Chantal                    | Chantal                                | Benoît Pétré                      |                                                            |
| 2010  | Streamfield, les carnets noirs               | Juge Soren                             | Jean-Luc Miesch                   |                                                            |
| 2011  | Livide                                       | Catherine Wilson                       | Julien Maury & Alexandre Bustillo |                                                            |
| 2014  | L'Ex de ma vie                               | Daphné                                 | Dorothée Sebbagh                  |                                                            |
| 2014  | Lili Rose                                    | La sœur de Pierrot                     | Bruno Ballouard                   |                                                            |
| 2016  | Joséphine s'arrondit                         | Anne de Beauvallet                     | Marilou Berry                     |                                                            |
| 2016  | Un jour mon prince                           | Reine Titiana                          | Flavia Coste                      |                                                            |
| 2017  | Chez nous                                    | Agnès Dorgelle                         | Lucas Belvaux                     |                                                            |
| 2017  | Telle mère, telle fille                      | Irène                                  | Noémie Saglio                     |                                                            |
| 2018  | Les Goûts et les Couleurs                    | Noëlle Benloulou                       | Myriam Aziza                      |                                                            |
| 2022  | Rumba la vie                                 | Josy                                   | Franck Dubosc                     |                                                            |

### Télévision
| Année     | Titre                                   | Rôle                       | Réalisateur                          | Notes                                                                                      |
| --------- | --------------------------------------- | -------------------------- | ------------------------------------ | ------------------------------------------------------------------------------------------ |
| 1980-1983 | Julien Fontanes, magistrat              | Dany                       | François Dupont-Midi & Guy Lefranc   | Série télé (2 épisodes)                                                                    |
| 1981      | Dickie-roi                              | Anne-Marie                 | Guy Lefranc                          | Mini-série (5 épisodes)                                                                    |
| 1982      | L'Esprit de famille                     | Marie-Agnès                | Roland Bernard                       | Série télé (1 épisode)                                                                     |
| 1982      | Toutes griffes dehors                   |                            | Michel Boisrond                      | Mini-série (1 épisode)                                                                     |
| 1984      | Marie Pervenche                         | Une pervenche              | Claude Boissol                       | Série télé (3 épisodes)                                                                    |
| 1987      | Sentiments                              | Lise                       | Joyce Buñuel                         | Série télé (1 épisode)                                                                     |
| 1987      | Qui c'est ce garçon ?                   | La secrétaire du directeur | Nadine Trintignant                   | Mini-série (2 épisodes)                                                                    |
| 1988      | Le Vent des moissons                    | La copine de Nicole Chatel | Jean Sagols                          | Mini-série (1 épisode)                                                                     |
| 1988      | Les Cinq Dernières Minutes              | Patricia Lecorre           | Gérard Gozlan                        | Série télé (1 épisode)                                                                     |
| 1989      | L'Été de la révolution                  | Madame Lecœur              | Lazare Iglesis                       | Téléfilm                                                                                   |
| 1989      | Le Vagabond de la Bastille              | Madame Croquejus           | Michel Andrieu                       | Téléfilm                                                                                   |
| 1989      | Marie Antoinette, reine d'un seul amour | Rose Bertin                | Caroline Huppert                     | Téléfilm                                                                                   |
| 1989      | Imogène                                 | Yvette Bougrain            | François Leterrier                   | Série télé (1 épisode)                                                                     |
| 1992      | Bella vista                             |                            | Alfredo Arias                        | Téléfilm                                                                                   |
| 1993      | L'Éternel Mari                          | Maryse Saussois            | Denys Granier-Deferre                | Téléfilm                                                                                   |
| 1994      | Le Jardin des plantes                   | Micheline                  | Philippe de Broca                    | Téléfilm                                                                                   |
| 1995      | Les Maîtresses de mon mari              | Nora                       | Christiane Lehérissey                | Téléfilm                                                                                   |
| 1996      | Sur un air de mambo                     | Arlette                    | Jean-Louis Bertuccelli               | Téléfilm Shanghai International TV Festival - Meilleure Actrice                            |
| 1996      | Barrage sur l'Orénoque                  | Arlette Legrand            | Juan Luis Buñuel                     | Téléfilm                                                                                   |
| 1997      | La Vie à trois                          | Charlotte                  | Christiane Lehérissey                | Téléfilm                                                                                   |
| 1997      | Maintenant ou jamais                    | Delphine                   | Jérôme Foulon                        | Téléfilm Rencontres internationales de télévision de Reims - Prix d'interprétation Féminin |
| 1998      | Théo et Marie                           | Marcelle                   | Henri Helman                         | Téléfilm                                                                                   |
| 1998      | Qui mange qui ?                         | Rose Lantier               | Dominique Tabuteau                   | Téléfilm                                                                                   |
| 1998      | Maintenant et pour toujours             | Hélène                     | Joël Santoni & Daniel Vigne          | Téléfilm                                                                                   |
| 1998      | Chercheur d'héritiers                   | Véronique Coulange         | Olivier Langlois                     | Série télé (1 épisode)                                                                     |
| 1999      | Fleurs de sel                           | Madeleine de Renoncourt    | Arnaud Sélignac                      | Téléfilm                                                                                   |
| 1999      | Marc Eliot                              | La directrice              | Josée Dayan                          | Série télé (1 épisode)                                                                     |
| 2000      | Les Faux-fuyants                        | Diane Lessing              | Pierre Boutron                       | Téléfilm                                                                                   |
| 2000      | La Double Vie de Jeanne                 | Jeanne Malaterre           | Henri Helman                         | Téléfilm                                                                                   |
| 2001      | Caméra Café                             | La décoratrice             | Mathias Ledoux                       | Série télé (1 épisode)                                                                     |
| 2002      | La Torpille                             | Dominique Dumas            | Luc Boland                           | Téléfilm                                                                                   |
| 2002      | Qui mange quoi ?                        | Rose Lantier               | Jean-Paul Lilienfeld                 | Téléfilm                                                                                   |
| 2003      | L'Adieu                                 | Georgette                  | François Luciani                     | Téléfilm                                                                                   |
| 2003      | L'Île Atlantique                        | Chantal Seignelet          | Gérard Mordillat                     | Téléfilm                                                                                   |
| 2004      | Joe Pollox et les Mauvais Esprits       | Julie                      | Jérôme Foulon                        | Téléfilm                                                                                   |
| 2004      | Qui mange quand ?                       | Rose Lantier               | Jean-Paul Lilienfeld                 | Téléfilm                                                                                   |
| 2004      | Clara et Associés                       | Clara Delvaux              | Gérard Marx                          | Série télé (1 épisode)                                                                     |
| 2004      | Louise                                  | Joanne                     | Jacques Renard                       | Téléfilm                                                                                   |
| 2004      | Qui mange quand ?                       | Rose Lantier               | Jean-Paul Lilienfeld                 | Téléfilm                                                                                   |
| 2005      | Une vie                                 | Adélaïde                   | Élisabeth Rappeneau                  | Téléfilm                                                                                   |
| 2005      | Désiré Landru                           | Madame Marchadier          | Pierre Boutron                       | Téléfilm                                                                                   |
| 2005      | Louise                                  | Joanne Guiberry            | Jacques Renard                       | Téléfilm                                                                                   |
| 2005      | Vénus et Apollon                        | Brigitte                   | Olivier Guignard                     | Série télé (1 épisode)                                                                     |
| 2006      | L'Enfant d'une autre                    | Maud Kert                  | Virginie Wagon                       | Téléfilm                                                                                   |
| 2006      | Mes parents chéris                      | Marie Amato                | Philomène Esposito                   | Téléfilm                                                                                   |
| 2006      | Comment lui dire                        | Marie-Claude               | Laurent Firode                       | Téléfilm                                                                                   |
| 2006      | Le Soldat rose                          | La voix                    | Jean-Louis Cap                       | Téléfilm                                                                                   |
| 2006      | Le Cri                                  | Renée Panaud               | Hervé Baslé                          | Mini-série (4 épisodes)                                                                    |
| 2008      | La Maison Tellier                       | Odile Tellier              | Élisabeth Rappeneau                  | Téléfilm                                                                                   |
| 2008      | Eliot Kid                               | Brigitte                   | Gilles Cazaux                        | Série télé (52 épisodes)                                                                   |
| 2010      | Roses à crédit                          | Madame Donzert             | Amos Gitaï                           | Téléfilm                                                                                   |
| 2010      | Demain je me marie                      | Karine                     | Vincent Giovanni                     | Téléfilm                                                                                   |
| 2010      | Notre Dame des barjots                  | Lieutenant Sanchez         | Arnaud Sélignac                      | Téléfilm                                                                                   |
| 2011      | Gérald K. Gérald                        | Samantha de Réglisse       | Élisabeth Rappeneau                  | Téléfilm                                                                                   |
| 2011      | Le Grand Restaurant II                  | La kidnappeuse de canari   | Gérard Pullicino                     | Téléfilm                                                                                   |
| 2011      | Le Client                               | Viviane Fondary            | Arnauld Mercadier                    | Téléfilm                                                                                   |
| 2012      | La Baie d'Alger                         | Zoé                        | Merzak Allouache                     | Téléfilm                                                                                   |
| 2012      | À dix minutes des naturistes            | Solange Langlois           | Stéphane Clavier                     | Téléfilm                                                                                   |
| 2012      | Victoire Bonnot                         | Christine Constantin       | Philippe Dajoux & Vincent Giovanni   | Série télé (3 épisodes)                                                                    |
| 2013      | Je vous présente ma femme               | Viviane Martin             | Élisabeth Rappeneau                  | Téléfilm                                                                                   |
| 2013      | Les Vieux Calibres                      | Madame Le Bihan            | Marcel Bluwal & Serge De Closets     | Téléfilm                                                                                   |
| 2013      | Vive la colo !                          | Rosalie                    | Stéphane Clavier                     | Série télé (4 épisodes)                                                                    |
| 2013      | La Famille Katz                         | Lisette Katz               | Arnauld Mercadier                    | Série télé (6 épisodes)                                                                    |
| 2014      | Tout est permis                         | Sandra                     | Émilie Deleuze                       | Téléfilm                                                                                   |
| 2014      | Scènes de ménages                       | Caroline                   | Francis Duquet                       | Série télé (2 épisodes)                                                                    |
| 2015      | Merci pour tout, Charles                | Valérie                    | Ernesto Oña                          | Téléfilm                                                                                   |
| 2015      | Lettre à France                         | Gloria                     | Stéphane Clavier                     | Téléfilm                                                                                   |
| 2015      | Nos chers voisins                       | Sylvie                     | Gaëtan Bevernaege, Elsa Bennett, ... | Série télé (3 épisodes)                                                                    |
| 2016      | Baisers cachés                          | Catherine                  | Didier Bivel                         | Téléfilm                                                                                   |
| 2016      | Meurtres à Avignon                      | Commandant Laurence Ravel  | Stéphane Kappes                      | Téléfilm                                                                                   |
| 2016      | 3 Mariages et 1 coup de foudre          | Annie                      | Gilles de Maistre                    | Téléfilm                                                                                   |
| 2018      | Nina                                    | Sylvie Vivot               | Jérome Portheau                      | Série télé (1 épisode)                                                                     |
| 2018      | Les Impatientes                         | Chantal, La Baronne        | Jean-Marc Brondolo                   | Mini-série (3 épisodes)                                                                    |
| 2019      | La Malédiction du volcan                | Juliette Gentil            | Marwen Abdallah                      | Téléfilm                                                                                   |
| 2020      | Hortense                                | Sophie Delalande           | Thierry Binisti                      | Téléfilm                                                                                   |
| 2020      | Cassandre                               | Nicole Gagneux             | Marwen Abdallah                      | épisode "Pain béni"                                                                        |
| 2020      | Mongeville                              | Mère Catherine             | Edwin Baily                          | épisode "Mauvaise Foi"                                                                     |
| 2020      | Les Copains d'abord                     | Annie                      | Denis Imbert                         | Série télé (6 épisodes)                                                                    |
| 2021      | 100 % bio                               | Hortensia                  | Fabien Onteniente                    | Téléfilm                                                                                   |
| 2021-2022 | Demain nous appartient                  | Brigitte Daunier           | Julien Israël, Jérémie Patier, ...   | Série télé (59 épisodes)                                                                   |
| 2023      | L'Art du crime                          | Michele Dompierre          | Floriane Crépin                      | épisode Versailles, es-tu là ?                                                             |
| 2023      | The New Look                            | La Baronne                 | Julia Ducournau                      | Série télé                                                                                 |

## Théâtre
- 1985-1986 : Bienvenue au Club de Catherine Jacob, mise en scène Rémi Chenylle (Théâtre Marie-Stuart)
- 1988-1991 : Paris-Nord, attractions pour Noces et Banquets de Jacques Bonnaffé, mise en scène de Jacques Bonnaffé (Théâtre Ouvert et tournée)
- 1990-1991 : Le Malade imaginaire de Molière, mise en scène de Hans-Peter Cloos (Théâtre national de Chaillot)
- 1992 : Ubu roi d'Alfred Jarry, mise en scène Roland Topor (Théâtre national de Chaillot)
- 1992 : Chambres de Philippe Minyana, mise en scène Hans-Peter Cloos (Théâtre Paris-Villette)
- 1994-1995 : Drame au concert de Victor Lanoux, mise en scène Victor Lanoux (Théâtre Hébertot et tournée)
- 1996 : Le Bourgeois gentilhomme de Molière, mise en scène Jérôme Savary (Théâtre national de Chaillot)
- 1999-2000 : L'Avare de Molière, mise en scène Jérôme Savary (Centre national de création d'Orléans, Théâtre national de Chaillot, Théâtre des Célestins)
- 2007 : Jusqu'à ce que la mort nous sépare de Rémi de Vos, mise en scène Éric Vigner (Théâtre du Rond-Point)
- 2008 : Célibataires de David Foenkinos, mise en scène Anouche Setbon (Studio des Champs-Élysées)
- 2013 : Le Voyageur sans bagage de Jean Anouilh, mise en scène Alain Fromager et Gwendoline Hamon (Centre national de création d'Orléans et tournée)
- 2015 : Madame de Rémi de Vos, mise en scène Rémi de Vos (Théâtre de l'Œuvre)
- 2016 : L'Imprésario de Smyrne de Carlo Goldoni, mise en scène Christophe Lidon (Centre national de création d'Orléans, Théâtre Montansier et tournée)
- 2017 : Madame de Rémi de Vos, mise en scène Rémi de Vos (Théâtre de l'Œuvre)
- 2017-2018 : Un fil à la patte de Georges Feydeau, mise en scène Christophe Lidon (Centre national de création d'Orléans, Théâtre Montparnasse et tournée)
- 2021 : Papy fait de la résistance de Martin Lamotte et Christian Clavier, mise en scène Serge Postigo (Théâtre de Paris)
- 2022 : Un fil à la patte de Georges Feydeau, mise en scène Christophe Lidon (Théâtre Hébertot)
- 2023 : Agathe Royale de Jean-Benoît Patricot, mise en scène Christophe Lidon (Centre national de création d'Orléans puis Festival off d'Avignon)

## Distinctions

### Récompenses
- César 1989 : César du meilleur espoir féminin pour le rôle de Marie-Thérèse dans La vie est un long fleuve tranquille

### Nominations
- César 1991 : César de la meilleure actrice dans un second rôle pour Tatie Danielle
- César 1992 : César de la meilleure actrice dans un second rôle pour Merci la vie
- César 1995 : César de la meilleure actrice dans un second rôle pour Neuf mois

### Décorations
- Commandeur de l'ordre des Arts et des Lettres Elle est promue commandeur le 12 mars 2019[38].

### Jury de festival
- 1998 : Festival international du film de comédie de l'Alpe d'Huez (Jury)[39]
- 2003 : Fantastic'Arts 2003 (Jury)[40]
- 2005 : Festival du film d'aventures de Valenciennes (Jury)[41]
- 2006 : Festival du film de Cabourg (Jury)[42]
- 2008 : Fantastic'Arts 2008 (Présidente du Jury court-métrage)[43]
- 2010 : Festival international du film policier de Beaune (Jury)[44]
- 2011 : Festival international du film de Saint-Jean-de-Luz (Présidente du Jury)[45]
- 2011 : Festival du Film français de Cosne-Cours-sur-Loire (Présidente du Jury)[46]
- 2011 : Maîtresse de cérémonie pour le 50e Gala de l'Union des Artistes[29].
- 2012 : Présidente de la 17e cérémonie des prix Lumières
- 2012 : Dinard Comedy Festival (Présidente du Jury)[47]
- 2016 : Marraine du Dinard Comedy Festiva[48]l
- 2017 : Festival international du film de comédie de Liège (Jury)[49]
- 2018 : Festival du cinéma et musique de film de La Baule (Présidente du Jury)[50]
- 2019 : Waterloo Historical Film Festival (Jury)[51]
- 2019 : Des Notes et des Toiles (Présidente du Jury)[52]

## Publications
- (écrit avec Franck Leclerc) Hommes / Femmes : Ce qu'elles en disent..., Pygmalion-Gérard Watelet, 2019.
- (livre audio collectif) Cher pays de mon enfance, Paroles de déracinés, Les Arènes et Librio Octobre, 2005.